# Poszedłem na Dziób
Poszedłem na Dziób – zespół wokalno-instrumentalny z Lublińca. Wykonuje głównie utwory autorskie, a także współczesne interpretacje pieśni tradycyjnych. Oprócz kompozycji osadzonych w nurcie piosenki żeglarskiej, zespół penetruje inne stylistyki muzyczne, w wykonaniu PnD możemy posłuchać między innymi kolęd i pastorałek.

## Historia
Zespół powstał na przełomie lutego i marca 1995. W 2005 roku zespół zawiesił swoją działalność, by jesienią 2009 powrócić na scenę.

## Wybrane osiągnięcia
- Wyróżnienie na festiwalu kultury marynistycznej "Miechowice '95" (04.1995)
- Pierwsze miejsce na Festiwalu Młodych Talentów - Lubliniec (09.1995)
- Grand Prix festiwalu kultury marynistycznej "Miechowice '96" (04.1996)
- Trzecie miejsce na festiwalu "Tyska Sałatka Muzyczna" (11.1996)
- Grand Prix festiwalu "Tratwa '96" (11.1996)
- Wyróżnienie na Festiwalu Pieśni Kolędowej "Christmas '97" (01.1997)
- "Shanties '97": nagroda "Żagle" im. Tomka Opoki za tekst piosenki "Mój Dublin", oraz nagroda im. Jerzego Fijki "Galion '97" dla najsympatyczniejszej uczestniczki festiwalu (02.1997)
- Pierwsze miejsce na festiwalu "Mikołajki '97" (08.1997)
- Grand Prix Ogólnopolskiego Konkursu Piosenki Morskiej "Wiatrak '97" w Winoujściu (09.1997)
- Pierwsze miejsce na festiwalu Węgoszanty '98 (08.1998)
- Zakwalifikowanie się do Złotej Dziesiątki na festiwalu muzyki rozrywkowej w Szczecinie "Talenty '98" (09.1998)
- Zdobycie Pierwszej Nagrody oraz Nagrody Publiczności na 25. Festiwalu "YAPA 2000" (03.2000)
- I miejsce w kategorii zespołów wokalnych na VII Ogólnopolskim Festiwalu Kolęd i Pastorałek w Będzinie (01.2001)
- I miejsce w kategorii zespołów wokalnych na XVII Ogólnopolskim Festiwalu Kolęd i Pastorałek w Będzinie (01.2011)

## Dyskografia
- Samotny Okręt (1998)
- P.F.P.I. (2005)
- Znowu Sztorm (2014)
- Trwaj Kolędo (2014)